# Rue Victor-Hugo (Lyon)
Pour les articles homonymes, voir Rue Victor-Hugo.
La rue Victor-Hugo, autrefois nommée rue de Bourbon, est une rue piétonne du quartier de la Presqu'île dans le 2e arrondissement de Lyon, en France. Elle est réputée pour être l'une des meilleures artères commerciales de Lyon. D'orientation nord-sud, elle relie la place Bellecour et la place Carnot. La rue de la République, en constitue, au-delà de la place Bellecour, son prolongement naturel en traçant ainsi l'une des plus grands artères piétonnes d'Europe.

## Odonymie
La rue aurait dû s'appeler rue d'Euripide puis rue du Caire, mais ces noms furent finalement abandonnés. Le premier nom, prévu avant même sa construction, fut rue de la Direction. Elle s'appela ensuite Grande rue Royale et fut renommée rue de Bourbon en septembre 1816 en hommage à l'échevin lyonnais Jacques Bourbon.
Elle fut rebaptisée rue de la République de 1848 à 1852 avant de reprendre son nom original. Son nom actuel lui a été attribué par la délibération du conseil municipal du 26 mai 1885, quatre jours seulement après la mort de Victor Hugo.

## Histoire
Planifiée en 1775 par Antoine Michel Perrache et tracée pendant le Premier Empire, la rue devait permettre à l'empereur de voir le cheval de la place Bellecour (statue équestre de Louis XIV) depuis le palais dont la construction était prévue dans ce qui est aujourd'hui le quartier de la Confluence. Le percement de la rue a été terminé en 1842. Dès sa création, l'aristocratie lyonnaise l'a habitée.
La rue a été ouverte en cinq étapes :
- en 1817 de la place des Victoires (actuelle place Carnot) jusqu'à la rue des Remparts d'Ainay,
- en 1820 de la rue Sainte-Hélène jusqu'à la rue Sala,
- en 1832 depuis la rue Jarente jusqu'à la rue Sainte-Hélène,
- en 1839 au niveau du jardin de l'Hôtel[Quoi ?],
- en 1841 depuis cet hôtel jusqu'à la place Bellecour.

Les nombres impairs 1 à 27 ont été construits entre 1834 et 1848, les numéros 29 à 67 entre 1820 à 1857, les numéros pairs de 2 à 16 en 1844, et numéros 18 à 68 entre 1826 et 1864. Aux numéros 25 et 27 s'installa une institution fondée par Chalotte Dupin et nommée l'Œuvre des Charlottes, devenue par la suite les Sœurs de Saint-Joseph.
En 1974, la rue a été éventrée pour les besoins de la construction de la ligne A du métro.
Le 8 décembre 1976, après deux ans de travaux, malgré l'opposition des commerçants et le manque d'enthousiasme du maire, elle fut transformée en rue piétonnière, ce qui en fit la deuxième rue piétonnière de Lyon (après la rue de la République, de l'autre côté de la place Bellecour, quelques mois plus tôt).
Le 27 mars 1984, le général de gendarmerie Guy Delfosse y a été tué lors d’une attaque de banque perpétrée par le groupe armé Affiche rouge, issu d'Action directe.
Entre 2018 et 2019, le revêtement de la rue, abîmé car datant des années 1970, est remplacé par un nouveau fait de pierres claires dans le cadre de l’opération de rénovation du centre-ville « Cœur Presqu’île ». Dans la même lignée, une vaste campagne de restauration de ses façades est lancée et un nouveau dispositif d’éclairage est apposé sur ces dernières, dispositif étant cependant resté inutilisé depuis.
Le 24 mai 2019, un colis piégé explose, au numéro 15, à proximité de l'enseigne Brioche dorée, blessant treize personnes dont une enfant de 8 ans.

## Description
On trouve principalement dans la rue Victor-Hugo des cafés, restaurants, commerces, services et hôtels. La rue comporte, en son centre, une place piétonne arborée, la place Ampère qui a donné, avec la rue elle-même, le nom à la station de métro qu'elle dessert, Ampère - Victor Hugo.
La rue est principalement bordée d'immeubles du XIXe siècle comportant de trois à six étages. Elle a une largeur de 12 mètres. Il y a également deux maisons anciennes aux angles avec la rue Sainte-Hélène et avec la rue Jarente. La plupart des portes ont de belles sculptures et des décorations : têtes de lions, serpents, etc.

## Accessibilité
Ce site est desservi par les stations de métro Perrache, Ampère - Victor Hugo et Bellecour.